# Violoncello piccolo
De violoncello piccolo is een vijfsnarige cello, meestal ook met een kortere mensuur dan de ´standaard´ moderne cello.

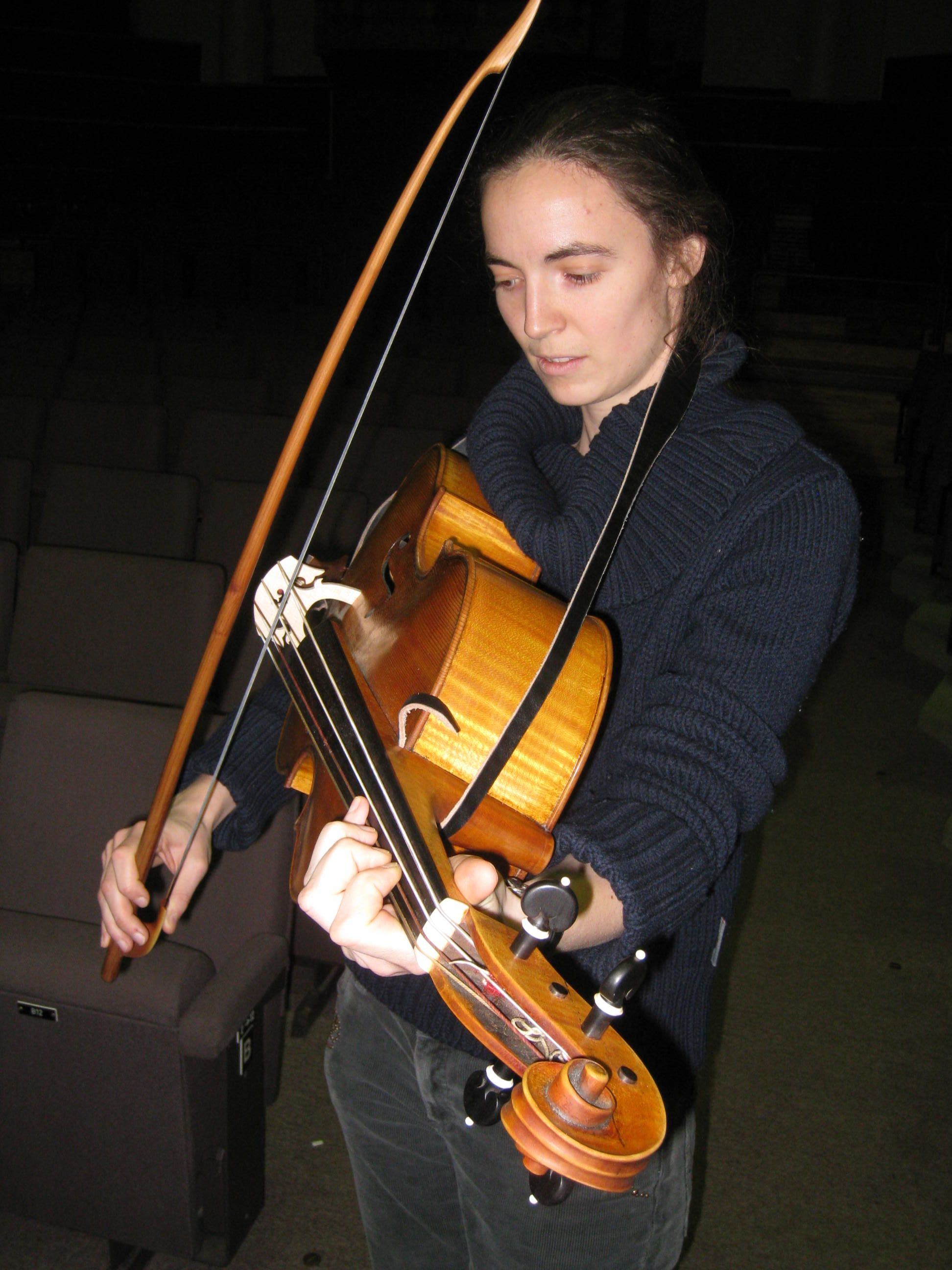
Viola da spalla

Aan de snaren C G D A wordt een e-snaar toegevoegd zodat tegelijkertijd een groter toonbereik ontstaat en een instrument met een eigen klankkleur. Het instrument wordt alleen voorgeschreven in laat barokrepertoire en raakte daarna in vergetelheid. Johann Sebastian Bach schreef de violoncello piccolo voor als obligate partij in een aantal cantates. In Anna Magdalena´s handschrift van J.S. Bachs 6 Suites a violoncello solo staat bij de 6e suite geschreven: a cinque cordes en genoteerd CGDAe. In deze zesde suite wordt naast de bassleutel ook veelvuldig de tenorsleutel gebruikt. Moderne cellisten op moderne cello´s moeten zich in hogere posities behelpen met duimposities op de A-snaar. Gearpeggieerde akkoorden met een wijde ligging behoren ook tot de specifieke mogelijkheden van de violoncello piccolo.
Er worden nagenoeg geen violoncello piccolo's meer gebouwd. Pionier van de barokcello Anner Bijlsma liet een 7/8e instrument ombouwen en heeft als eerste de 6e suite laten klinken op een vijfsnarig instrument voor zijn integraal-opname (Philips-SEON 1979). Later maakte hij nog een opname van de partita in a-moll BWV 1013, de sonate nr.2 in a-moll voor vioolsolo BWV 1003 en de partita nr.3 in E-dur voor vioolsolo BWV 1006 op de violoncello piccolo. 
Over welk vijfsnarige instrument bedoeld wordt bestaan verschillende meningen. Zo wordt er al lang gespeculeerd over een viola pomposa of viola da spalla, die Bach zou hebben laten maken, die met een draaglint over de schouder werd gehangen daar ze te dik was om op de schouder te liggen.